# Radiohead/Auszeichnungen für Musikverkäufe

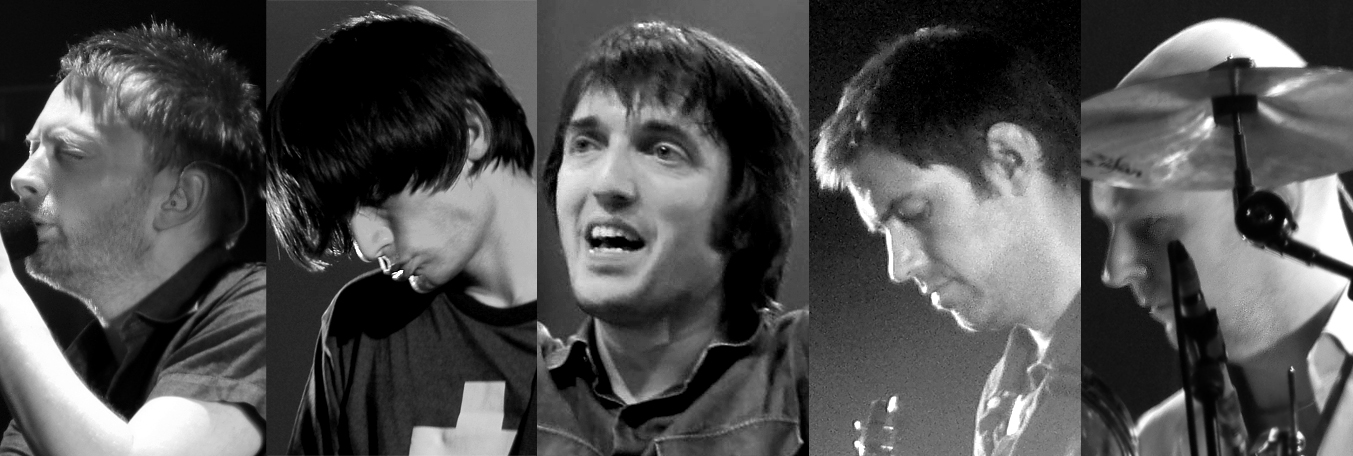
Radiohead (2007)

Dies ist eine Übersicht über die Auszeichnungen für Musikverkäufe der britischen Alternative-Rock-Musikgruppe Radiohead. Die Auszeichnungen finden sich nach ihrer Art (Gold, Platin usw.), nach Staaten getrennt in chronologischer Reihenfolge, geordnet sowie nach den Tonträgern selbst, ebenfalls in chronologischer Reihenfolge, getrennt nach Medium (Alben, Singles usw.), wieder.

## Auszeichnungen
| - Vereinigtes Königreich - 2013: für das Album I Might Be Wrong - 2018: für das Album Airbag/How Am I Driving? - 2023: für das Lied Exit Music - 2023: für das Lied Weird Fishes - 2024: für die Single Jigsaw Falling Into Place - 2024: für das Lied Everything in Its Right Place - 2025: für das Lied Nude - 2025: für das Lied All I Need - 2025: für die Single Pyramid Song - Argentinien - 1993: für das Album Pablo Honey - 1995: für das Album The Bends - 2001: für das Album Amnesiac - Australien - 1994: für die Single Creep - 2001: für das Album Pablo Honey - 2001: für das Album Amnesiac - 2003: für das Album Hail to the Thief - 2016: für das Album A Moon Shaped Pool - Belgien - 1996: für das Album The Bends - 2000: für das Album Kid A - 2001: für das Album Amnesiac - 2007: für das Album Hail to the Thief - 2008: für das Album In Rainbows - 2009: für das Album Radiohead: The Best Of - Chile - 2020: für die Single Creep - Dänemark - 2023: für die Single Karma Police - 2024: für das Album A Moon Shaped Pool - 2025: für die Single No Surprises - Frankreich - 2001: für das Album Amnesiac - 2003: für das Album Hail to the Thief - 2005: für das Videoalbum Meeting People Is Easy - 2016: für das Album A Moon Shaped Pool - Italien - 2016: für das Album A Moon Shaped Pool - 2021: für die Single High and Dry - 2021: für das Album The Bends - 2022: für das Album Kid A - 2023: für das Album In Rainbows - Japan - 1998: für das Album OK Computer - 2001: für das Album Amnesiac - 2003: für das Album Hail to the Thief - 2004: für das Album Com Lag (2plus2isfive) - 2007: für das Album In Rainbows - Kanada - 2011: für das Album The King of Limbs - 2020: für die Single No Surprises - 2021: für die Single Paranoid Android - 2021: für die Single Burn the Witch - 2022: für das Lied 15 Step - 2022: für das Lied Everything in Its Right Place - 2022: für die Single Just - 2022: für das Lied Nude - 2023: für die Single Reckoner - 2023: für das Lied All I Need - 2023: für die Single House of Cards - Neuseeland - 2001: für das Album Kid A - 2003: für das Album Hail to the Thief - 2018: für das Album Radiohead: The Best Of - 2021: für das Album A Moon Shaped Pool - 2025: für die Single Let Down - Niederlande - 1997: für das Album Pablo Honey - 1997: für das Album The Bends - Norwegen - 1997: für das Album OK Computer - 2001: für das Album Kid A - Polen - 2008: für das Album Radiohead: The Best Of - Schweden - 1997: für das Album OK Computer - Schweiz - 2001: für das Album OK Computer - 2003: für das Album Hail to the Thief - Spanien - 1997: für das Album OK Computer - 2024: für die Single Karma Police - 2024: für die Single No Surprises - 2024: für die Single High and Dry - Vereinigte Staaten - 2001: für das Album Amnesiac - 2003: für das Album Hail to the Thief - 2003: für das Videoalbum 7 Television Commercials - 2008: für das Album In Rainbows - 2018: für das Album A Moon Shaped Pool - Vereinigtes Königreich - 2011: für das Album The King of Limbs - 2013: für das Videoalbum Meeting People Is Easy - 2013: für das Videoalbum 27 5 94 – The Astoria London – Live - 2013: für die EP My Iron Lung - 2018: für das Album OK Computer OKNOTOK 1997 2017 - 2022: für die Single Paranoid Android - 2025: für die Single Just - 2025: für die Single Street Spirit (Fade Out) - 2025: für die Single Let Down | - Frankreich - 1997: für das Album OK Computer - Argentinien - 1997: für das Album OK Computer - 2005: für das Videoalbum 27 5 94 – The Astoria London – Live - Australien - 1997: für das Album OK Computer - 2001: für das Album Kid A - 2006: für die EP My Iron Lung - Belgien - 2007: für das Album Pablo Honey - Dänemark - 2023: für die Single Creep - 2023: für das Album In Rainbows - Europa (IFPI) - 2000: für das Album Kid A - 2001: für das Album The Bends - 2010: für das Album Amnesiac - 2014: für das Album Hail to the Thief - Europa (Impala) - 2008: für das Album In Rainbows - Frankreich - 2008: für das Album Kid A - 2011: für das Videoalbum Radiohead: The Best Of - 2013: für das Album Radiohead: The Best Of - Irland - 2008: für das Album Radiohead: The Best Of - Italien - 2014: für das Album Radiohead: The Best Of - 2019: für die Single Karma Police - 2024: für die Single No Surprises - Japan - 2001: für das Album Kid A - Kanada - 2001: für das Videoalbum Meeting People Is Easy - 2001: für das Album Amnesiac - 2003: für das Album Hail to the Thief - 2003: für das Videoalbum 7 Television Commercials - 2009: für das Album In Rainbows - 2018: für die Single Karma Police - 2020: für die Single Fake Plastic Trees - 2023: für das Album A Moon Shaped Pool - Mexiko - 2004: für das Album Hail to the Thief - Neuseeland - 2022: für die Single Karma Police - 2024: für das Album Pablo Honey - 2024: für das Album In Rainbows - Niederlande - 1997: für das Album OK Computer - Spanien - 2016: für das Album Radiohead: The Best Of - Vereinigte Staaten - 1995: für das Album Pablo Honey - 1999: für das Album The Bends - 2001: für das Album Kid A - 2003: für das Videoalbum Meeting People Is Easy - Vereinigtes Königreich - 2000: für das Album Kid A - 2004: für das Album Hail to the Thief - 2013: für das Videoalbum 7 Television Commercials - 2013: für das Album Radiohead: The Best Of - 2013: für das Album Amnesiac - 2017: für das Album In Rainbows - 2023: für die Single No Surprises - 2023: für die Single Karma Police - 2024: für die Single High and Dry - 2025: für die Single Fake Plastic Trees - 2025: für das Album A Moon Shaped Pool | - Belgien - 2007: für das Album OK Computer - Italien - 2025: für das Album OK Computer - Kanada - 2001: für das Album Pablo Honey - 2018: für das Album Kid A - 2022: für die Single High and Dry - Neuseeland - 1998: für das Album The Bends - Spanien - 2024: für die Single Creep - Vereinigte Staaten - 2006: für das Album OK Computer - Vereinigtes Königreich - 2013: für das Album Pablo Honey - Europa (IFPI) - 2006: für das Album OK Computer - Italien - 2024: für die Single Creep - Kanada - 2001: für das Album The Bends - Portugal - 2023: für die Single Creep - Vereinigtes Königreich - 2024: für die Single Creep - Dänemark - 2023: für das Album OK Computer - Neuseeland - 1998: für das Album OK Computer - Vereinigtes Königreich - 2013: für das Album The Bends - Kanada - 2022: für das Album OK Computer - Neuseeland - 2025: für die Single Creep - Vereinigtes Königreich - 2013: für das Album OK Computer - Kanada - 2023: für die Single Creep |

## Auszeichnungen nach Alben

### Pablo Honey
| Land/Region                  | Auszeichnungen für Musikverkäufe (Land/Region, Auszeichnung, Verkäufe) | Verkäufe  |
| ---------------------------- | ---------------------------------------------------------------------- | --------- |
| Argentinien (CAPIF)          | Gold                                                                   | 30.000    |
| Australien (ARIA)            | Gold                                                                   | 35.000    |
| Belgien (BRMA)               | Platin                                                                 | 50.000    |
| Kanada (MC)                  | 2× Platin                                                              | 200.000   |
| Neuseeland (RMNZ)            | Platin                                                                 | 15.000    |
| Niederlande (NVPI)           | Gold                                                                   | 50.000    |
| Vereinigte Staaten (RIAA)    | Platin                                                                 | 1.000.000 |
| Vereinigtes Königreich (BPI) | 2× Platin                                                              | 600.000   |
| Insgesamt                    | 3× Gold · 7× Platin ·                                                  | 1.980.000 |

### My Iron Lung
| Land/Region                  | Auszeichnungen für Musikverkäufe (Land/Region, Auszeichnung, Verkäufe) | Verkäufe |
| ---------------------------- | ---------------------------------------------------------------------- | -------- |
| Australien (ARIA)            | Platin                                                                 | 70.000   |
| Vereinigtes Königreich (BPI) | Gold                                                                   | 100.000  |
| Insgesamt                    | 1× Gold · 1× Platin ·                                                  | 170.000  |

### The Bends
| Land/Region                  | Auszeichnungen für Musikverkäufe (Land/Region, Auszeichnung, Verkäufe) | Verkäufe    |
| ---------------------------- | ---------------------------------------------------------------------- | ----------- |
| Argentinien (CAPIF)          | Gold                                                                   | 30.000      |
| Belgien (BRMA)               | Gold                                                                   | 25.000      |
| Europa (IFPI)                | Platin                                                                 | (1.000.000) |
| Italien (FIMI)               | Gold                                                                   | 25.000      |
| Kanada (MC)                  | 3× Platin                                                              | 300.000     |
| Neuseeland (RMNZ)            | 2× Platin                                                              | 30.000      |
| Niederlande (NVPI)           | Gold                                                                   | 50.000      |
| Vereinigte Staaten (RIAA)    | Platin                                                                 | 1.000.000   |
| Vereinigtes Königreich (BPI) | 4× Platin                                                              | 1.200.000   |
| Insgesamt                    | 4× Gold · 11× Platin ·                                                 | 2.660.000   |

### OK Computer
| Land/Region                  | Auszeichnungen für Musikverkäufe (Land/Region, Auszeichnung, Verkäufe) | Verkäufe    |
| ---------------------------- | ---------------------------------------------------------------------- | ----------- |
| Argentinien (CAPIF)          | Platin                                                                 | 60.000      |
| Australien (ARIA)            | Platin                                                                 | 70.000      |
| Belgien (BRMA)               | 2× Platin                                                              | (100.000)   |
| Dänemark (IFPI)              | 4× Platin                                                              | (80.000)    |
| Europa (IFPI)                | 3× Platin                                                              | 3.000.000   |
| Frankreich (SNEP)            | 2× Gold                                                                | (200.000)   |
| Italien (FIMI)               | 2× Platin                                                              | (100.000)   |
| Japan (RIAJ)                 | Gold                                                                   | 100.000     |
| Kanada (MC)                  | 5× Platin                                                              | 500.000     |
| Neuseeland (RMNZ)            | 4× Platin                                                              | 60.000      |
| Niederlande (NVPI)           | Platin                                                                 | (100.000)   |
| Norwegen (IFPI)              | Gold                                                                   | (25.000)    |
| Schweden (IFPI)              | Gold                                                                   | (40.000)    |
| Schweiz (IFPI)               | Gold                                                                   | (25.000)    |
| Spanien (Promusicae)         | Gold                                                                   | (50.000)    |
| Vereinigte Staaten (RIAA)    | 2× Platin                                                              | 2.000.000   |
| Vereinigtes Königreich (BPI) | 5× Platin                                                              | (1.530.000) |
| Insgesamt                    | 7× Gold · 30× Platin ·                                                 | 5.790.000   |

### Airbag/How Am I Driving?
| Land/Region                  | Auszeichnungen für Musikverkäufe (Land/Region, Auszeichnung, Verkäufe) | Verkäufe |
| ---------------------------- | ---------------------------------------------------------------------- | -------- |
| Vereinigtes Königreich (BPI) | Silber                                                                 | 60.000   |
| Insgesamt                    | 1× Silber ·                                                            | 60.000   |

### Kid A
| Land/Region                  | Auszeichnungen für Musikverkäufe (Land/Region, Auszeichnung, Verkäufe) | Verkäufe  |
| ---------------------------- | ---------------------------------------------------------------------- | --------- |
| Australien (ARIA)            | Platin                                                                 | 70.000    |
| Belgien (BRMA)               | Platin                                                                 | (50.000)  |
| Europa (IFPI)                | Platin                                                                 | 1.000.000 |
| Frankreich (SNEP)            | Platin                                                                 | (200.000) |
| Italien (FIMI)               | Gold                                                                   | 25.000    |
| Japan (RIAJ)                 | Platin                                                                 | 200.000   |
| Kanada (MC)                  | 2× Platin                                                              | 160.000   |
| Neuseeland (RMNZ)            | Gold                                                                   | 7.500     |
| Norwegen (IFPI)              | Gold                                                                   | (25.000)  |
| Vereinigte Staaten (RIAA)    | Platin                                                                 | 1.000.000 |
| Vereinigtes Königreich (BPI) | Platin                                                                 | (479.000) |
| Insgesamt                    | 3× Gold · 9× Platin ·                                                  | 2.437.500 |

### Amnesiac
| Land/Region                  | Auszeichnungen für Musikverkäufe (Land/Region, Auszeichnung, Verkäufe) | Verkäufe  |
| ---------------------------- | ---------------------------------------------------------------------- | --------- |
| Argentinien (CAPIF)          | Gold                                                                   | 20.000    |
| Australien (ARIA)            | Gold                                                                   | 35.000    |
| Belgien (BRMA)               | Gold                                                                   | (25.000)  |
| Europa (IFPI)                | Platin                                                                 | 1.000.000 |
| Frankreich (SNEP)            | Gold                                                                   | (100.000) |
| Japan (RIAJ)                 | Gold                                                                   | 100.000   |
| Kanada (MC)                  | Platin                                                                 | 100.000   |
| Vereinigte Staaten (RIAA)    | Gold                                                                   | 500.000   |
| Vereinigtes Königreich (BPI) | Platin                                                                 | (331.000) |
| Insgesamt                    | 6× Gold · 3× Platin ·                                                  | 1.755.000 |

### I Might Be Wrong
| Land/Region                  | Auszeichnungen für Musikverkäufe (Land/Region, Auszeichnung, Verkäufe) | Verkäufe |
| ---------------------------- | ---------------------------------------------------------------------- | -------- |
| Vereinigtes Königreich (BPI) | Silber                                                                 | 60.000   |
| Insgesamt                    | 1× Silber ·                                                            | 60.000   |

### Hail to the Thief
| Land/Region                  | Auszeichnungen für Musikverkäufe (Land/Region, Auszeichnung, Verkäufe) | Verkäufe  |
| ---------------------------- | ---------------------------------------------------------------------- | --------- |
| Australien (ARIA)            | Gold                                                                   | 35.000    |
| Belgien (BRMA)               | Gold                                                                   | (25.000)  |
| Europa (IFPI)                | Platin                                                                 | 1.000.000 |
| Frankreich (SNEP)            | Gold                                                                   | (100.000) |
| Japan (RIAJ)                 | Gold                                                                   | 100.000   |
| Kanada (MC)                  | Platin                                                                 | 100.000   |
| Mexiko (AMPROFON)            | Platin                                                                 | 150.000   |
| Neuseeland (RMNZ)            | Gold                                                                   | 7.500     |
| Schweiz (IFPI)               | Gold                                                                   | (20.000)  |
| Vereinigte Staaten (RIAA)    | Gold                                                                   | 500.000   |
| Vereinigtes Königreich (BPI) | Platin                                                                 | (300.000) |
| Insgesamt                    | 7× Gold · 4× Platin ·                                                  | 1.892.500 |

### Com Lag (2plus2isfive)
| Land/Region  | Auszeichnungen für Musikverkäufe (Land/Region, Auszeichnung, Verkäufe) | Verkäufe |
| ------------ | ---------------------------------------------------------------------- | -------- |
| Japan (RIAJ) | Gold                                                                   | 100.000  |
| Insgesamt    | 1× Gold ·                                                              | 100.000  |

### In Rainbows
| Land/Region                  | Auszeichnungen für Musikverkäufe (Land/Region, Auszeichnung, Verkäufe) | Verkäufe  |
| ---------------------------- | ---------------------------------------------------------------------- | --------- |
| Belgien (BRMA)               | Gold                                                                   | (15.000)  |
| Dänemark (IFPI)              | Platin                                                                 | (20.000)  |
| Europa (Impala)              | Platin                                                                 | 500.000   |
| Italien (FIMI)               | Gold                                                                   | (25.000)  |
| Japan (RIAJ)                 | Gold                                                                   | 100.000   |
| Kanada (MC)                  | Platin                                                                 | 100.000   |
| Neuseeland (RMNZ)            | Platin                                                                 | 15.000    |
| Vereinigte Staaten (RIAA)    | Gold                                                                   | 500.000   |
| Vereinigtes Königreich (BPI) | Platin                                                                 | (300.000) |
| Insgesamt                    | 4× Gold · 5× Platin ·                                                  | 1.215.000 |

### Radiohead: The Best Of
| Land/Region                  | Auszeichnungen für Musikverkäufe (Land/Region, Auszeichnung, Verkäufe) | Verkäufe |
| ---------------------------- | ---------------------------------------------------------------------- | -------- |
| Belgien (BRMA)               | Gold                                                                   | 15.000   |
| Frankreich (SNEP)            | Platin                                                                 | 100.000  |
| Irland (IRMA)                | Platin                                                                 | 15.000   |
| Italien (FIMI)               | Platin                                                                 | 50.000   |
| Neuseeland (RMNZ)            | Gold                                                                   | 7.500    |
| Polen (ZPAV)                 | Gold                                                                   | 10.000   |
| Spanien (Promusicae)         | Platin                                                                 | 80.000   |
| Vereinigtes Königreich (BPI) | Platin                                                                 | 300.000  |
| Insgesamt                    | 3× Gold · 5× Platin ·                                                  | 377.500  |

### The King of Limbs
| Land/Region                  | Auszeichnungen für Musikverkäufe (Land/Region, Auszeichnung, Verkäufe) | Verkäufe |
| ---------------------------- | ---------------------------------------------------------------------- | -------- |
| Kanada (MC)                  | Gold                                                                   | 40.000   |
| Vereinigtes Königreich (BPI) | Gold                                                                   | 100.000  |
| Insgesamt                    | 2× Gold ·                                                              | 140.000  |

### A Moon Shaped Pool
| Land/Region                  | Auszeichnungen für Musikverkäufe (Land/Region, Auszeichnung, Verkäufe) | Verkäufe  |
| ---------------------------- | ---------------------------------------------------------------------- | --------- |
| Australien (ARIA)            | Gold                                                                   | 35.000    |
| Dänemark (IFPI)              | Gold                                                                   | 10.000    |
| Frankreich (SNEP)            | Gold                                                                   | 50.000    |
| Italien (FIMI)               | Gold                                                                   | 25.000    |
| Kanada (MC)                  | Platin                                                                 | 80.000    |
| Neuseeland (RMNZ)            | Gold                                                                   | 7.500     |
| Vereinigte Staaten (RIAA)    | Gold                                                                   | 500.000   |
| Vereinigtes Königreich (BPI) | Platin                                                                 | 300.000   |
| Insgesamt                    | 6× Gold · 2× Platin ·                                                  | 1.007.500 |

### OK Computer OKNOTOK 1997 2017
| Land/Region                  | Auszeichnungen für Musikverkäufe (Land/Region, Auszeichnung, Verkäufe) | Verkäufe |
| ---------------------------- | ---------------------------------------------------------------------- | -------- |
| Vereinigtes Königreich (BPI) | Gold                                                                   | 100.000  |
| Insgesamt                    | 1× Gold ·                                                              | 100.000  |

## Auszeichnungen nach Singles

### Creep
| Land/Region                  | Auszeichnungen für Musikverkäufe (Land/Region, Auszeichnung, Verkäufe) | Verkäufe  |
| ---------------------------- | ---------------------------------------------------------------------- | --------- |
| Australien (ARIA)            | Gold                                                                   | 35.000    |
| Chile (IFPI)                 | Gold                                                                   | 90.000    |
| Dänemark (IFPI)              | Platin                                                                 | 90.000    |
| Italien (FIMI)               | 3× Platin                                                              | 300.000   |
| Kanada (MC)                  | 7× Platin                                                              | 560.000   |
| Neuseeland (RMNZ)            | 5× Platin                                                              | 150.000   |
| Portugal (AFP)               | 3× Platin                                                              | 30.000    |
| Spanien (Promusicae)         | 2× Platin                                                              | 120.000   |
| Vereinigtes Königreich (BPI) | 3× Platin                                                              | 1.800.000 |
| Insgesamt                    | 2× Gold · 24× Platin ·                                                 | 3.175.000 |

### High and Dry
| Land/Region                  | Auszeichnungen für Musikverkäufe (Land/Region, Auszeichnung, Verkäufe) | Verkäufe |
| ---------------------------- | ---------------------------------------------------------------------- | -------- |
| Italien (FIMI)               | Gold                                                                   | 35.000   |
| Kanada (MC)                  | 2× Platin                                                              | 160.000  |
| Spanien (Promusicae)         | Gold                                                                   | 30.000   |
| Vereinigtes Königreich (BPI) | Platin                                                                 | 600.000  |
| Insgesamt                    | 2× Gold · 3× Platin ·                                                  | 825.000  |

### Fake Plastic Trees
| Land/Region                  | Auszeichnungen für Musikverkäufe (Land/Region, Auszeichnung, Verkäufe) | Verkäufe |
| ---------------------------- | ---------------------------------------------------------------------- | -------- |
| Kanada (MC)                  | Platin                                                                 | 80.000   |
| Vereinigtes Königreich (BPI) | Platin                                                                 | 600.000  |
| Insgesamt                    | 2× Platin ·                                                            | 680.000  |

### Just
| Land/Region                  | Auszeichnungen für Musikverkäufe (Land/Region, Auszeichnung, Verkäufe) | Verkäufe |
| ---------------------------- | ---------------------------------------------------------------------- | -------- |
| Kanada (MC)                  | Gold                                                                   | 40.000   |
| Vereinigtes Königreich (BPI) | Gold                                                                   | 400.000  |
| Insgesamt                    | 2× Gold ·                                                              | 440.000  |

### Street Spirit (Fade Out)
| Land/Region                  | Auszeichnungen für Musikverkäufe (Land/Region, Auszeichnung, Verkäufe) | Verkäufe |
| ---------------------------- | ---------------------------------------------------------------------- | -------- |
| Vereinigtes Königreich (BPI) | Gold                                                                   | 400.000  |
| Insgesamt                    | 1× Gold ·                                                              | 400.000  |

### Paranoid Android
| Land/Region                  | Auszeichnungen für Musikverkäufe (Land/Region, Auszeichnung, Verkäufe) | Verkäufe |
| ---------------------------- | ---------------------------------------------------------------------- | -------- |
| Kanada (MC)                  | Gold                                                                   | 40.000   |
| Vereinigtes Königreich (BPI) | Gold                                                                   | 400.000  |
| Insgesamt                    | 2× Gold ·                                                              | 440.000  |

### Karma Police
| Land/Region                  | Auszeichnungen für Musikverkäufe (Land/Region, Auszeichnung, Verkäufe) | Verkäufe |
| ---------------------------- | ---------------------------------------------------------------------- | -------- |
| Dänemark (IFPI)              | Gold                                                                   | 45.000   |
| Italien (FIMI)               | Platin                                                                 | 50.000   |
| Kanada (MC)                  | Platin                                                                 | 80.000   |
| Neuseeland (RMNZ)            | Platin                                                                 | 30.000   |
| Spanien (Promusicae)         | Gold                                                                   | 30.000   |
| Vereinigtes Königreich (BPI) | Platin                                                                 | 600.000  |
| Insgesamt                    | 2× Gold · 4× Platin ·                                                  | 835.000  |

### Let Down
| Land/Region                  | Auszeichnungen für Musikverkäufe (Land/Region, Auszeichnung, Verkäufe) | Verkäufe |
| ---------------------------- | ---------------------------------------------------------------------- | -------- |
| Neuseeland (RMNZ)            | Gold                                                                   | 15.000   |
| Vereinigtes Königreich (BPI) | Gold                                                                   | 400.000  |
| Insgesamt                    | 2× Gold ·                                                              | 415.000  |

### No Surprises
| Land/Region                  | Auszeichnungen für Musikverkäufe (Land/Region, Auszeichnung, Verkäufe) | Verkäufe |
| ---------------------------- | ---------------------------------------------------------------------- | -------- |
| Dänemark (IFPI)              | Gold                                                                   | 45.000   |
| Italien (FIMI)               | Platin                                                                 | 100.000  |
| Kanada (MC)                  | Gold                                                                   | 40.000   |
| Spanien (Promusicae)         | Gold                                                                   | 30.000   |
| Vereinigtes Königreich (BPI) | Platin                                                                 | 600.000  |
| Insgesamt                    | 3× Gold · 2× Platin ·                                                  | 815.000  |

### Pyramid Song
| Land/Region                  | Auszeichnungen für Musikverkäufe (Land/Region, Auszeichnung, Verkäufe) | Verkäufe |
| ---------------------------- | ---------------------------------------------------------------------- | -------- |
| Vereinigtes Königreich (BPI) | Silber                                                                 | 200.000  |
| Insgesamt                    | 1× Silber ·                                                            | 200.000  |

### Jigsaw Falling Into Place
| Land/Region                  | Auszeichnungen für Musikverkäufe (Land/Region, Auszeichnung, Verkäufe) | Verkäufe |
| ---------------------------- | ---------------------------------------------------------------------- | -------- |
| Vereinigtes Königreich (BPI) | Silber                                                                 | 200.000  |
| Insgesamt                    | 1× Silber ·                                                            | 200.000  |

### House of Cards
| Land/Region | Auszeichnungen für Musikverkäufe (Land/Region, Auszeichnung, Verkäufe) | Verkäufe |
| ----------- | ---------------------------------------------------------------------- | -------- |
| Kanada (MC) | Gold                                                                   | 40.000   |
| Insgesamt   | 1× Gold ·                                                              | 40.000   |

### Reckoner
| Land/Region | Auszeichnungen für Musikverkäufe (Land/Region, Auszeichnung, Verkäufe) | Verkäufe |
| ----------- | ---------------------------------------------------------------------- | -------- |
| Kanada (MC) | Gold                                                                   | 40.000   |
| Insgesamt   | 1× Gold ·                                                              | 40.000   |

### Burn the Witch
| Land/Region | Auszeichnungen für Musikverkäufe (Land/Region, Auszeichnung, Verkäufe) | Verkäufe |
| ----------- | ---------------------------------------------------------------------- | -------- |
| Kanada (MC) | Gold                                                                   | 40.000   |
| Insgesamt   | 1× Gold ·                                                              | 40.000   |

## Auszeichnungen nach Lieder

### 15 Step
| Land/Region | Auszeichnungen für Musikverkäufe (Land/Region, Auszeichnung, Verkäufe) | Verkäufe |
| ----------- | ---------------------------------------------------------------------- | -------- |
| Kanada (MC) | Gold                                                                   | 40.000   |
| Insgesamt   | 1× Gold ·                                                              | 40.000   |

### All I Need
| Land/Region                  | Auszeichnungen für Musikverkäufe (Land/Region, Auszeichnung, Verkäufe) | Verkäufe |
| ---------------------------- | ---------------------------------------------------------------------- | -------- |
| Kanada (MC)                  | Gold                                                                   | 40.000   |
| Vereinigtes Königreich (BPI) | Silber                                                                 | 200.000  |
| Insgesamt                    | 1× Silber · 1× Gold ·                                                  | 240.000  |

### Everything in Its Right Place
| Land/Region                  | Auszeichnungen für Musikverkäufe (Land/Region, Auszeichnung, Verkäufe) | Verkäufe |
| ---------------------------- | ---------------------------------------------------------------------- | -------- |
| Kanada (MC)                  | Gold                                                                   | 40.000   |
| Vereinigtes Königreich (BPI) | Silber                                                                 | 200.000  |
| Insgesamt                    | 1× Silber · 1× Gold ·                                                  | 240.000  |

### Exit Music
| Land/Region                  | Auszeichnungen für Musikverkäufe (Land/Region, Auszeichnung, Verkäufe) | Verkäufe |
| ---------------------------- | ---------------------------------------------------------------------- | -------- |
| Vereinigtes Königreich (BPI) | Silber                                                                 | 200.000  |
| Insgesamt                    | 1× Silber ·                                                            | 200.000  |

### Nude
| Land/Region                  | Auszeichnungen für Musikverkäufe (Land/Region, Auszeichnung, Verkäufe) | Verkäufe |
| ---------------------------- | ---------------------------------------------------------------------- | -------- |
| Kanada (MC)                  | Gold                                                                   | 40.000   |
| Vereinigtes Königreich (BPI) | Silber                                                                 | 200.000  |
| Insgesamt                    | 1× Silber · 1× Gold ·                                                  | 240.000  |

### Weird Fishes
| Land/Region                  | Auszeichnungen für Musikverkäufe (Land/Region, Auszeichnung, Verkäufe) | Verkäufe |
| ---------------------------- | ---------------------------------------------------------------------- | -------- |
| Vereinigtes Königreich (BPI) | Silber                                                                 | 200.000  |
| Insgesamt                    | 1× Silber ·                                                            | 200.000  |

## Auszeichnungen nach Videoalben

### 7 Television Commercials
| Land/Region                  | Auszeichnungen für Musikverkäufe (Land/Region, Auszeichnung, Verkäufe) | Verkäufe |
| ---------------------------- | ---------------------------------------------------------------------- | -------- |
| Kanada (MC)                  | Platin                                                                 | 10.000   |
| Vereinigte Staaten (RIAA)    | Gold                                                                   | 50.000   |
| Vereinigtes Königreich (BPI) | Platin                                                                 | 50.000   |
| Insgesamt                    | 1× Gold · 2× Platin ·                                                  | 110.000  |

### Meeting People Is Easy
| Land/Region                  | Auszeichnungen für Musikverkäufe (Land/Region, Auszeichnung, Verkäufe) | Verkäufe |
| ---------------------------- | ---------------------------------------------------------------------- | -------- |
| Frankreich (SNEP)            | Gold                                                                   | 10.000   |
| Kanada (MC)                  | Platin                                                                 | 10.000   |
| Vereinigte Staaten (RIAA)    | Platin                                                                 | 100.000  |
| Vereinigtes Königreich (BPI) | Gold                                                                   | 25.000   |
| Insgesamt                    | 2× Gold · 2× Platin ·                                                  | 145.000  |

### 27 5 94 – The Astoria London – Live
| Land/Region                  | Auszeichnungen für Musikverkäufe (Land/Region, Auszeichnung, Verkäufe) | Verkäufe |
| ---------------------------- | ---------------------------------------------------------------------- | -------- |
| Argentinien (CAPIF)          | Platin                                                                 | 8.000    |
| Vereinigtes Königreich (BPI) | Gold                                                                   | 25.000   |
| Insgesamt                    | 1× Gold · 1× Platin ·                                                  | 33.000   |

### Radiohead: The Best Of
| Land/Region       | Auszeichnungen für Musikverkäufe (Land/Region, Auszeichnung, Verkäufe) | Verkäufe |
| ----------------- | ---------------------------------------------------------------------- | -------- |
| Frankreich (SNEP) | Platin                                                                 | 20.000   |
| Insgesamt         | 1× Platin ·                                                            | 20.000   |

## Statistik und Quellen
| Land/RegionAuszeichnungen für Musikverkäufe (Land/Region, Auszeichnungen, Verkäufe, Quellen) | Silber     | Gold       | Platin         | Verkäufe    | Quellen |
| -------------------------------------------------------------------------------------------- | ---------- | ---------- | -------------- | ----------- | --- |
| Argentinien (CAPIF)                                                                          | —          | 3× Gold3   | 2× Platin2     | 148.000     | capif.org.ar (Memento vom 31. Mai 2011 im Internet Archive) AR2 (Memento vom 6. Juli 2011 im Internet Archive) |
| Australien (ARIA)                                                                            | —          | 5× Gold5   | 3× Platin3     | 385.000     | aria.com.au |
| Belgien (BRMA)                                                                               | —          | 6× Gold6   | 3× Platin3     | 280.000     | ultratop.be |
| Chile (IFPI)                                                                                 | —          | Gold1      | —              | 90.000      | profovi.cl |
| Dänemark (IFPI)                                                                              | —          | 3× Gold3   | 6× Platin6     | 290.000     | ifpi.dk |
| Europa (IFPI)                                                                                | —          | —          | 7× Platin7     | (7.000.000) | ifpi.org (Memento vom 1. Januar 2014 im Internet Archive)                                                      |
| Europa (Impala)                                                                              | —          | —          | Platin1        | (500.000)   | Einzelnachweise                                                                                                |
| Frankreich (SNEP)                                                                            | —          | 6× Gold6   | 3× Platin3     | 780.000     | infodisc.fr snepmusique.com                                                                                    |
| Irland (IRMA)                                                                                | —          | —          | Platin1        | 15.000      | irishcharts.ie                                                                                                 |
| Italien (FIMI)                                                                               | —          | 5× Gold5   | 8× Platin8     | 735.000     | fimi.it |
| Japan (RIAJ)                                                                                 | —          | 5× Gold5   | Platin1        | 700.000     | riaj.or.jp |
| Kanada (MC)                                                                                  | —          | 11× Gold11 | 29× Platin29   | 2.880.000   | musiccanada.com                                                                                                |
| Mexiko (AMPROFON)                                                                            | —          | —          | Platin1        | 150.000     | Einzelnachweise                                                                                                |
| Neuseeland (RMNZ)                                                                            | —          | 5× Gold5   | 14× Platin14   | 345.000     | aotearoamusiccharts.co.nz NZ2 NZ3                                                                              |
| Niederlande (NVPI)                                                                           | —          | 2× Gold2   | Platin1        | 200.000     | nvpi.nl |
| Norwegen (IFPI)                                                                              | —          | 2× Gold2   | —              | 50.000      | ifpi.no (Memento vom 5. November 2012 im Internet Archive)                                                     |
| Polen (ZPAV)                                                                                 | —          | Gold1      | —              | 10.000      | olis.pl |
| Portugal (AFP)                                                                               | —          | —          | 3× Platin3     | 30.000      | Einzelnachweise                                                                                                |
| Schweden (IFPI)                                                                              | —          | Gold1      | —              | 40.000      | sverigetopplistan.se                                                                                           |
| Schweiz (IFPI)                                                                               | —          | 2× Gold2   | —              | 45.000      | hitparade.ch                                                                                                   |
| Spanien (Promusicae)                                                                         | —          | 4× Gold4   | 3× Platin3     | 340.000     | elportaldemusica.es                                                                                            |
| Vereinigte Staaten (RIAA)                                                                    | —          | 5× Gold5   | 6× Platin6     | 7.150.000   | riaa.com |
| Vereinigtes Königreich (BPI)                                                                 | 8× Silber8 | 11× Gold11 | 24× Platin24   | 13.060.000  | bpi.co.uk |
| Insgesamt                                                                                    | 8× Silber8 | 78× Gold78 | 116× Platin116 |             | |